# Biederthal
Biederthal é uma comuna francesa na região administrativa de Grande Leste, no departamento Alto Reno. Estende-se por uma área de 4,14 km². Em 2010 a comuna tinha 332 habitantes (densidade: 80,2 hab./km²).